# Šidrovo
Šidrovo (in russo Шидрово) è un insediamento rurale (посёлок) russo del vinogradovskij rajon, nell'oblast' di Arcangelo. È centro amministrativo di uno degli otto comuni rurali del distretto.